# Vlag van Warmond

Vlag van de gemeente Warmond (1965-2006)

Officieuze vlag van Warmond
(tot 1965)

De vlag van Warmond is op 29 maart 1965 bij raadsbesluit vastgesteld als de gemeentevlag van de Zuid-Hollandse gemeente Warmond. De vlag wordt als volgt omschreven:
Twee even hoge banen van wit en lichtblauw met in de broektop een blauw vierkant ter hoogte van de witte baan, waarop een wit oversnijdend kruis, de armen van het kruis ter dikte van 1/3 van de zijde van het vierkant.
De kleuren van de vlag zijn ontleend aan het gemeentewapen, waarvan de tekening op het schild in de linkerbovenhoek is weergegeven.
Op 1 januari 2006 ging Warmond op in de gemeente Teylingen. De vlag kwam daardoor als gemeentevlag te vervallen.

## Voorgaande vlag
Volgens Sierksma voerde Warmond een variant op de later aangenomen vlag, met een blauwe baan boven en een witte onder. Deze was nooit officieel aangenomen. De beschrijving luidt:
Twee banen van gelijke hoogte van blauw en wit, met in de broektop wit allesdoorsnijdend kruis.

## Verwante afbeeldingen

Het wapen van Warmond

Alkemade 
· Ameide 
· Ammerstol 
· Arkel 
· Asperen 
· Benthuizen 
· Bergambacht 
· Bergschenhoek 
· Berkel en Rodenrijs 
· Bernisse 
· Binnenmaas 
· Bleiswijk 
· Bleskensgraaf en Hofwegen
· Bodegraven 
· Boskoop
· Brielle 
· Cromstrijen 
· De Lier 
· Delfshaven 
· Dirksland 
· Everdingen 
· Geervliet 
· Giessenburg 
· Giessenlanden
· Goedereede 
· Goudswaard 
· Graafstroom 
· 's-Gravendeel 
· 's-Gravenzande 
· Groot-Ammers
· Hagestein 
· Haastrecht 
· Hazerswoude 
· Heenvliet 
· Heerjansdam 
· Hei- en Boeicop
· Heinenoord
· Hellevoetsluis 
· Hillegersberg
· Jacobswoude
· Kamerik
· Korendijk
· Koudekerk aan den Rijn
· Krimpen aan de Lek
· Langerak
· Leerdam
· Leidschendam
· Leimuiden
· Lexmond
· Liemeer
· Liesveld
· Maasland
· Middelharnis
· Mijnsheerenland
· Moerhuizen
· Moerkapelle
· Molenwaard
· Monster
· Moordrecht
· Naaldwijk
· Nederlek
· Nieuw-Beijerland
· Nieuwerkerk aan den IJssel
· Nieuw-Lekkerland
· Nieuwpoort
· Nieuwveen
· Noordwijkerhout
· Nootdorp
· Numansdorp
· Oostflakkee
· Oostvoorne
· Oud-Alblas
· Oud-Beijerland 
· Oude-Tonge 
· Oudenhoorn 
· Ouderkerk 
· Ouderkerk aan den IJssel
· Overschie
· Piershil 
· Pijnacker 
· Poortugaal 
· Puttershoek 
· Reeuwijk 
· Rhoon 
· Rijnsaterwoude 
· Rijnsburg 
· Rijnwoude 
· Rockanje 
· Rozenburg 
· Sassenheim 
· Schelluinen 
· Schipluiden 
· Schoonhoven 
· Schoonrewoerd 
· Sommelsdijk 
· Spijkenisse 
· Streefkerk 
· Strijen 
· Ter Aar 
· Valkenburg 
· Vianen 
· Vierpolders 
· Vlist 
· Voorburg 
· Voorhout 
· Warmond 
· Wateringen 
· Westmaas 
· Westvoorne 
· Woerden 
· Woubrugge 
· Zederik 
· Zevenhoven 
· Zevenhuizen 
· Zevenhuizen-Moerkapelle 
· Zuid-Beijerland 
· Zuidland 
· Zwammerdam 
· Zwartewaal